# Chiesa dei Santi Biagio e Daniele
La chiesa dei Santi Biagio e Daniele è la parrocchiale di Grantorto, in provincia di Padova e diocesi di Vicenza; fa parte del vicariato di Fontaniva-Piazzola sul Brenta.

## Storia e descrizione
Il primo impianto risale al XV secolo, ma, durante i secoli successivi, la chiesa ha subito numerosi ampliamenti.
Il frontale è suddiviso in tre zone distinte da quattro lesene rastremate verso l'alto e poggia su quattro zoccoli marmorei; al centro in basso si apre il portale barocco e ai lati, entro due nicchie, sono presenti le due statue di Santa Maria Maddalena e di San Girolamo della scuola del Marinali, risalenti al XVII secolo. In alto, al di sopra del timpano dentellato, altre tre statue: al centro, sulla cuspide, la Madonna del Carmine, sulla sinistra San Biagio cui oggigiorno mancano il pastorale, la mitra e la mano sinistra rovinati da un fulmine; sulla destra San Daniele nell'atto di offrire al Signore la chiesa di cui è il principale patrono. La volta a vela della navata centrale è stata affrescata nell'Ottocento dal pittore Sebastiano Santi. La volta è stata ripartita in tre riquadri. Nel riquadro centrale il Santi volle rappresentare sotto la Trinità il duplice trionfo dell'Eucaristia e della Croce da una parte e della Chiesa e del Papato dall'altra, il riquadro posto verso l'altare maggiore raffigura san Biagio in parametri pontificali con mitra e pastorale, in atto di ammaestrare i fedeli, a fianco troviamo un angelo nell'atto di sorreggere un grosso pettine dentato strumento del suo martirio. Nel riquadro volto verso la porta principale, Santi raffigura san Daniele, rivestito con dalmatica, con le braccia alzate verso il cielo in una posizione estatica, alla sua destra un angioletto cavalca la doppia tavola chiodata del martirio e regge nella mano la palma della vittoria della vita. Sullo sfondo, a sinistra, si possono notare i campanili e le cupole raffiguranti la città di Padova.